# Augochlora styx
Augochlora styx är en biart som först beskrevs av Carlos Schrottky 1909.  Augochlora styx ingår i släktet Augochlora och familjen vägbin. Inga underarter finns listade.